# Evidence-based medicine

De mate van betrouwbaarheid van wetenschappelijk bewijs in de medische wetenschappen, met meta-analyses en systematische reviews bovenaan

Evidence-based medicine (EBM, 'geneeskunde op basis van bewijs') is het expliciet, oordeelkundig en consciëntieus gebruikmaken van het beste beschikbare bewijs bij het maken van een keuze voor de behandeling van een patiënt. Dit alles gegeven de stand van de (medische) wetenschap van dat moment. Evidence-based medicine is voornamelijk gebaseerd op resultaten die zijn verkregen uit gecontroleerde klinische onderzoeken, zoals dubbelblinde tests, randomized controlled trials (RCT) en meta-analyses. De term "evidence-based medicine" werd omstreeks de eerste helft van de jaren negentig geïntroduceerd.
In de periode waarin men evidence-based medicine begon te praktiseren was EBM een vorm van medische besluitvorming die op genuanceerde wijze rekening hield met zo veel mogelijk factoren, en van daaruit naar oplossingen zocht. Later werd EBM nauwer geïnterpreteerd. In de laatste jaren heeft EBM zich toegespitst op de bovengenoemde methodologie met randomised controlled trials (RCT). Het toespitsen van EBM op de RCT-methodologie heeft waarde, omdat onderzoek daarmee vergelijkbaar en toepasbaar wordt. Er zijn mensen die vinden dat het toespitsen van het begrip EBM op de RCT-methodologie naast waarde ook beperkingen heeft, zoals weinig mogelijkheden om buiten de methodologie om nieuwe oplossingen voor bestaande problemen te bedenken.

## Onderzoek naar EBM
Er zijn vele onderzoeken gedaan naar de mate waarin de gezondheidszorg valt te kwalificeren als 'evidence-based medicine'. In de onderzoeken die beschreven worden in een door Andrew Booth van de Universiteit van Sheffield samengesteld overzicht, varieert het percentage van de behandelingen die blijken te zijn gebaseerd op 'randomized clinical trials' (RCT) tussen de 11 en 70 procent.

## EBM in paramedische en andere zorgverlenende beroepen
Ook in paramedische en andere zorgverlenende beroepen streeft men er steeds meer naar om te handelen volgens deze principes. In het begin van de eenentwintigste eeuw wordt dan ook in de verpleegkunde, in het maatschappelijk werk, in de psychotherapie, ergotherapie, fysiotherapie en logopedie steeds meer evidence-based gewerkt.
Binnen deze vakgebieden wordt er gesproken over evidence-based practice (EBP) in plaats van evidence-based medicine, vanwege de meer praktische aard van de opleidingen en beroepen. Met evidence-based practice wordt dan bedoeld het proces waarin een professional besluiten neemt op grond van de beste onderzoeksresultaten, ervaring, de voorkeur van de patiënt/cliënt en de beschikbare hulpmiddelen.
De fysiotherapie heeft in het laatste decennium forse vooruitgang geboekt wat betreft het evidence-based werken.
NDT, masseren, UKG, tapotage zijn alle uit de gratie geraakt, omdat er geen bewijs was voor de effectiviteit. Oefenen en het belang van lichaamsbeweging namen hun plaats in. Het protocol voor de ziekte van Parkinson bijvoorbeeld, bevat veel bewijsniveau I.
Voor psychotherapie was het lange tijd moeilijk om hard bewijs van werkzaamheid te verkrijgen.
Lange tijd waren de "aspecifieke factoren van de psychotherapie, zoals de kerncondities van de hulpverlening en motivatie, verwachting en houding van de cliënt betere voorspellers van het resultaat dan de gekozen therapie. Voor het effect van cognitieve gedragstherapie op depressie en angststoornissen bestaat tegenwoordig net zo veel bewijs als voor de effectiviteit van medicatie. Desalniettemin is er nog veel werk te doen. Veel therapeuten baseren hun therapie en hun adviezen meer op hun school of richting dan op hard bewijs.
Van Psychoanalytische Psychotherapie is intussen aangetoond dat ze even effectief is als cognitieve gedragstherapie [artikels Luyten e.a. https://web.archive.org/web/20180213021714/http://www.vvpt.be/wetenschappelijke-basis/4580362170]. Er zijn ook steeds meer aanwijzingen dat Langdurende Psychodynamische Therapie aantoonbare positieve effecten ressorteert en bovendien betere effecten heeft op complexe psychische stoornissen dan kortdurende psychotherapieën [idem].
Het evidence-based werken betekent voor veel beroepen met een praktische achtergrond (met veelal hbo-opleidingen als vereiste voor het uitoefenen van het beroep) een enorme omwenteling, door de andere, meer wetenschappelijke manier van denken en werken.
Evidence-based werken zorgt daardoor ook voor een verwetenschappelijking van deze opleidingen, waardoor de beroepen ook danig veranderen en de verschillen tussen WO-opleidingen en hbo-opleidingen steeds minder duidelijk worden.

## Kritiek op EBM
De kritiek op EBM richt zich voornamelijk op de stelling dat
'gebrek aan bewijs' niet hetzelfde is als 'gebrek aan effectiviteit'
en dat hoe meer de onderzoeksgegevens worden geaggregeerd en op een hoop worden gegooid hoe moeilijker het is om patiënten uit onderzoeken (met een enkele klacht) te vergelijken met de individuele patiënt (met meerdere klachten) zoals de arts die voor zich heeft.
EBM heeft namelijk betrekking op populaties en niet op individuen.
In The limits of evidence-based medicine stelt Tonelli dat
"kennis vergaard uit medische onderzoeken niet een direct antwoord geven op de primaire medische vraag wat het beste is voor de betrokken patiënt". Tonelli stelt dat voorstanders van EBM vaak de waarde van medische ervaring negeren.
EBM is de standaard geworden voor de medische praktijk en de behandelrichtlijnen.
Die richtlijnen geven voor elk advies aan, hoe hard het bewijs is. Men streeft naar bewijsniveau I: enkele goede RCT's of een goede meta-analyse. Veel richtlijnen bevatten echter aanbevelingen met niveau 4: expert opinion, oftewel een advies van de deskundigen in de werkgroep. Behalve dat er altijd meer te onderzoeken zal blijven dan er onderzocht is, zijn daar de volgende redenen voor:
- Soms, bijvoorbeeld wanneer er een algemeen effectief geaccepteerde therapie beschikbaar is, is het toepassen van randomised controlled trials niet ethisch. Niemand zal bijvoorbeeld nog voorstellen om bij beri beri een placebo-gecontroleerde trial te doen naar het effect van vitamine B1.
- Sommige groepen krijgen historisch gezien weinig of geen aandacht in medisch onderzoek (vrouwen, allochtonen, ouderen, zwangeren, mensen met meerdere of ernstige ziektes), gezien de farmacie alleen maar de effectiviteit van een medicijn (monotherapie) wil bewijzen dus allerlei mensen en ziektebeelden uitsluit om zuivere informatie te verkrijgen. Het gevolg is dat literatuur met betrekking tot deze doelgroepen schaars is terwijl de algemene literatuur niet voor hen toepasbaar hoeft te zijn. EBM wordt hierin weleens reductionistisch toegepast.
- Omdat het doen van EBM-onderzoek duur is, gaan budgethouders zich bemoeien met wat wel en niet onderzocht moet worden. Zo zal de overheid zich meer richten op onderzoek met betrekking tot preventieve maatregelen en de farmaceutische industrie op het bewijzen van de effectiviteit en veiligheid van medicijnen. Op sommige terreinen zal daarom weinig literatuur beschikbaar zijn.
- Publicaties in medische tijdschriften over een bepaald onderwerp hoeven geen representatief beeld op te leveren van het (gepubliceerd en niet-gepubliceerde) onderzoek met betrekking tot datzelfde onderwerp. Ook kunnen belangenconflicten het beeld doen vertekenen (publicatiebias).[7] Een recent onderzoek (2006)[8] meldt dat 56% van de leden van de 170-koppige DSM-IV- en IV-R-commissie één of meer financiële verbindingen hadden met de farmaceutische industrie. Honderd procent van de leden van de subcommissies 'Stemmingsstoornissen' en 'Schizofrenie en overige psychotische stoornissen' hadden financiële banden met de farmaceutische industrie. De overige commissies die verbindingen hadden waren: financiering wetenschappelijk onderzoek (42%), consultancy (22%) en sprekersbureau (16%).
- Vanuit praktische overwegingen worden in RCT's bijna altijd onderzoekspopulaties gebruikt die bestaan uit patiënten met 'schone' stoornissen: er is bij deze patiënten geen sprake van complicerende comorbiditeit, terwijl complicerende comorbiditeit in de klinische praktijk juist vaak voorkomt. Dit zorgt ervoor dat veel onderzoek lijdt onder een lage 'ecologische validiteit' (generaliseerbaarheid).
- Sommige wetenschappers menen dat de focus op EBM ertoe leidt dat er te weinig aandacht bestaat voor behandelvormen die zich minder lenen voor statistisch onderzoek, leidt tot een verlamming van innovatief onderzoek en vernieuwende behandelmethoden en onderzoekers ertoe dwingt hun aandacht te besteden aan het evalueren van bestaand onderzoek in plaats van het bedenken van nieuw onderzoek. Gekscherend wordt EBM door deze onderzoekers ook wel Extremely Boring Methodology genoemd.
- EBM richt zich alleen op onderzoek naar effectiviteit, maar bewijs van effectiviteit is geen bewijs dat de theorie achter de behandeling klopt. In de gedragstherapie, een vorm van psychologische hulpverlening die gebaseerd is op wetenschappelijk psychologisch onderzoek naar werkzaamheid en effectiviteit, is een discussie gaande of behandelingen naast bewezen effectiviteit ook theoretisch onderbouwd zouden moeten zijn of niet.
- Binnen de methodologie wordt de stelling "afwezigheid van bewijs is geen bewijs van afwezigheid"[9] gezien als een van de voornaamste argumenten om EBM te bekritiseren.[10] De afwezigheid van bewijs is geen bewijs voor de niet-werkzaamheid van een methode, bijvoorbeeld omdat de methode nog te jong is om zichzelf wetenschappelijk te hebben kunnen bewijzen. De kritiek richting EBM houdt in dat binnen EBM alleen die behandelingen en interventies genoemd worden die dit bewijs al wel hebben geleverd, waardoor nieuwe, mogelijk beter of tevens werkzame methoden niet toegepast worden door hulpverleners simpelweg omdat ze niet genoemd worden in de EBM-handboeken.
- Kritiek is ook mogelijk op de rol die de Farmaceutische industrie speelt in de promotie van nieuwe medicijnen,[11] de filtering van onderzoeksresultaten en de financiering van universiteiten en toezichthouders.[12]

In 2005 stelde de voorzitter van de "Vereniging tegen de Kwakzalverij", Cees Renkens, in de studenteneditie van het Nederlands Tijdschrift voor Geneeskunde dat deze onderzoekmethode een eventueel verband waarschijnlijker of minder waarschijnlijk maakt, maar niets verklaart. Daarom vindt Renckens: "Onderzoeksresultaten waarvoor (...) geen goede theoretische verklaring kan worden gevonden moeten diep worden gewantrouwd. Dat geldt ook in de frontlinie van de wetenschap, maar zeker voor de claims van de alternatieve geneeskunde. Het was Skrabanek die als een van de eersten waarschuwde voor de gevaren van 'randomised clinical trials of absurd claims' (gerandomiseerd controlegroeponderzoek van absurde claims) en pleitte voor de 'demarcation of the absurd' (afbakening van het absurde).